# Celebrity Deathmatch
Celebrity Deathmatch är ett program på MTV där lerfigurer av kända personer slåss brutalt tills en av dem dör.